# پرتز هیرشباین
پرتز هیرشباین (به ییدیش: פרץ הירשביין؛ ۷ نوامبر ۱۸۸۰ – ۱۶ اوت ۱۹۴۸) مؤلف، رمان‌نویس، نمایشنامه‌نویس و روزنامه‌نگار اهل لهستان بود که به «موریس مترلینک ییدیش» شهرت داشت.
از فیلم‌هایی که وی در آن‌ها نقش داشته‌است، می‌توان به مجنون هیتلر اشاره نمود.